# Småhuvudval

Storleksjämförelse mellan småhuvudval och en mellanstor människa.

Småhuvudval (Ziphius cavirostris) är en art i familjen näbbvalar som har det största utbredningsområdet av alla arter i familjen.
Som namnet antyder är djurets nos kortare än nosen hos andra näbbvalar. Den liknar i viss mån gåsens näbb. Kroppslängden ligger vid sju meter och vikten vid två till tre ton. Kroppsfärgen hos de olika individerna varierar vanligen mellan grå- och brunaktig. Även vitaktiga och svarta exemplar är kända. Bara två tänder i underkäken är användbara, alla andra tänder i under- respektive överkäken är rudimentära. De nämnda två tänderna är hos hannar betydligt större och kraftigare än hos honor.
Småhuvudval förekommer i de tre största oceanerna i tropiska, subtropiska och tempererade havsområden. Enskilda exemplar har även iakttagits i subpolara regioner.
Liksom andra näbbvalar dyker de länge och till större djup. Födan utgörs främst av bläckfiskar. Vetenskapliga mätningar i Liguriska havet angående deras dykaktiviteter visade att dessa näbbvalar dyker till ett djup av cirka 1 900 meter, men även djup på upp till 3 000 meter (djupare än kaskeloter) har registrerats. I genomsnitt stannar de en timme under vattenytan.
Småhuvudvalar innehar flera dykrekord för däggdjur. 2011 följde amerikanska forskare småhuvudvalar utanför Kaliforniens kust och noterade ett dyk ner till 2992 m och att dyk kunde vara över två timmar, som mest 137,5 minuter. 
Småhuvudval var aldrig mål för större jakt. Japanska fiskare fångar ibland dessa djur och säljer dem på lokala marknader men denna jakt är inte hotande för beståndet.